# میشا المن
میشا (میخائیل سولوویچ) اِلمن (روسی: (Ми́ша (Михаи́л Сау́лович) Э́льман؛ ۲۰ ژانویه ۱۸۹۱ – ۵ آوریل ۱۹۶۷) یک نوازندهٔ برجستهٔ ویولن اهل اوکراین و ایالات متحده آمریکا بود.
شهرت او بواسطه اجرهای بی‌نقص، صداسازی زیبا و سبک پُراحساس نوازندگی‌اش بود.
او نواختن ویولن را از سن ۶ سالگی زیر نظر استادانی چون «فیدلمان» و «آدولف برودسکی» آغاز کرد و در سن ۱۱ سالگی، در حضور «لئوپولد آئر» چنان اجرایی داشت که «آئر» بلافاصله او را در کنسرواتوار سنت پیترزبورگ پذیرفت.
کمی بعد «لئوپولد آئر» ترتیبی داد تا او در ارکستر مشهور «کولون» ویولن بنوازد. لئوپولد که می‌دانست مدیر و رهبر این ارکستر «اِدوار کولون» از نوازندگان کم‌سن‌وسال متفر است، سنِ میشا را پیش از اجرای برنامه به او نگفت. در روز و زمانِ موعود، وقتی «اِدوار کولون» دید که یک پسربچه برای اجرا به روی صحنه آمد بسیار خشمگین شد و با صراحت از ادامه برنامه و نوازندگی با او سر باز زد. تلاش‌های اطرافیان برای متقاعد ساختن «کولون» و اشاره به این موضوع که او از شاگردان خودِ لئوپولد است، تأثیری بر وی نداشت و او گفت: «من هرگز با یک بچه برنامه اجرا نکرده‌ام و حالا هم این کار را نخواهم کرد». در نتیجه میشا مجبور شد با همنوازی یک پیانیست دیگر به اجرای برنامه بپردازد و کولون روی صندلی نشست و به اجرای او گوش فرا داد. میشا اِلمن دربارهٔ خاطرهٔ آن روز و وقایعش می‌گوید: «من در آن هنگام ۱۱ سال داشتم. وقتی کولون مرا دید، در حالی که ویولن به دست داشت و آمادهٔ ورود به صحنه بود، مکثی کرد و خود را جمع‌وجور کرده و با تأکید تمام گفت: با یه بچه برنامه اجرا کنم؟ هرگز! و بعد هرکاری کردند، به روی صحنه نیامد و من مجبور شدم با همراهی یک پیانو، برنامه اجرا کنم. پس از آنکه او نوازندگی مرا دید، به نزد من شتافت و گفت: بهترین عذرخواهی که من می‌توانم بخاطر حرف‌هایم از تو بکنم آن است که به من افتخار بدهی و در «ارکستر کولون» در پاریس برای ما بنوازی. او به قولش وفادار ماند و ۴ ماه بعد، من به شهر پاریس رفتم و کنسرتوی مندلسون را با موفقیت بسیار به اجرا درآوردم».